# ココロ (企業)
株式会社ココロ（英文名称：Kokoro Company, Ltd.）は、ロボット製造を手がける、サンリオの子会社。
スーパーマーケットやショッピングセンターなどに設置されたポップコーン販売マシン（ハローキティのポンポンパック）で知られる。

## 沿革
- 1984年2月1日 - 株式会社ココロ設立
- 2000年 - 本社を東京都羽村市に移転
- 2005年 - サンリオの100％子会社へ

## 主な事業

### RT（Robot technology）事業
- アミューズメント・エンターテイメント
- イベント・プロデュース
- ロボット・レンタル
- 博物館・科学館
- 大学・研究機関

### SR（Shop robot）事業
- サポート・ネットワーク
- ポップコーン販売機
- ゲーム型自動販売機
- 中身商品開発
- アミューズメント機の開発

## 主な製品

### ロボット

#### アミューズメントモデル
前述のポップコーン販売マシン（旧製品名「ハローキティのポップコーン屋さん」→「ポンポンパック」）のほかに、全国約180箇所の百貨店や遊園地などに納入されたヘリウムガス風船の自動販売機「ハローキティのふうせんやさん」と、当りくじ販売機を製造。

#### I-FAIRY（アイ―フェアリー）
2010年1月にアメリカ・ラスベガスで開催された家電見本市コンシューマー・エレクトロニクス・ショー（CES）で世界初のお披露目となり、米国人らの注目の的となり米テレビ局の取材が殺到した。

## 納入実績
国内外あわせて約400件以上の物件実績がある。

### 国内
- サンリオピューロランド（サンリオキャラクターボートライド）
- 国立科学博物館（科学展示「恐竜パズル」）
- 神流町恐竜センター
- 佐渡歴史伝説館
- 道の駅芸能とトキの里佐渡能楽の里
- 高崎市少年科学館
- 石川啄木函館記念館
- 奥州二本松　安達ヶ原ふるさと村
- 塚田歴史伝説館
- Repliee（2005年日本国際博覧会「愛・地球博」会場案内用アンドロイド）
- シムロイド（歯科実習用シミュレータロボット）
- HRP-4C - 独立行政法人産業技術総合研究所が開発したヒューマノイドロボット、顔の造形を担当。

### 海外
- ロンドン自然史博物館（イギリス・ロンドン）
- アメリカ自然史博物館（アメリカ・ニューヨーク）
- ディノポリス（スペイン・テルエル）
- 老虎灘極地海洋動物館（中国・大連）
- 台湾 國立自然科學博物館（台湾・台中）
- ゴンドワナ・ダス・プレーヒストリウム（ドイツ・ノインキルヘン）

### 大型イベント
- 2001年 「Predatour:LIfe and death(プレデター展)」（イギリス・ロンドン）
- 2003年 恐竜展「回到白亜紀展」（中国・北京、石塚庄、鄭州、成都、広州、常州、ウルムチ）
- 2003年 「巨大昆虫生態教育博覧会」（台湾・台北、桃園、高雄、台中）
- 2003年 「T.rex:The Killer Question」（イギリス・ロンドン）
- 2005年 「勇闖恐龍谷 日本機恐龍大展」（台湾）
- 2006年 「2006 機器人教育博覧会」（台湾・桃園、高雄、台中、台北）

## その他
2007年3月に羽村本社は環境マネジメントシステムの国際規格（ISO14001）を認証取得。